# دبلیودبلیوئی کراون جول
دبلیودبلیوئی کراون جول (به انگلیسی: WWE Crown Jewel) یک رویداد غیر رایگان (Pay-Per-View) در کشتی حرفه ای و شبکه دبلیودبلیوئی است که توسط کمپانی دبلیودبلیوئی، یک کمپانی کشتی حرفه‌ای مستقر در کانتیکت، تولید می شود. این رویداد در سال ۲۰۱۸ تأسیس شد و هرساله در کشور عربستان برگزار می شود. 

## جزئیات پی پر ویوهای برگزار شده با این نام
| # | رویداد           | تاریخ         | محل برگزاری              | مسابقه اصلی                                                                          | منابع       |
| - | ---------------- | ------------- | ------------------------ | ------------------------------------------------------------------------------------ | ----------- |
| ۱ | کراون جول (۲۰۱۸) | ۲ نوامبر ۲۰۱۸ | ورزشگاه دانشگاه ملک سعود | دی جنریشن ایکس ( تریپل اچ و شاون مایکلز ) در مقابل برادران نابودی ( آندرتیکر و کین ) | [ ۱ ]       |
| ۲ | کراون جول (۲۰۱۹) | ۳۱ اکتبر ۲۰۱۹ | ورزشگاه ملک فهد          | ست رالینز (c) در مقابل د فیند بری وایت برای قهرمانی کمربند یونیورسال دبلیو دبلیوئی   | [ ۲ ] [ ۳ ] |
| ۳ | کراون جول (۲۰۲۱) | ۲۱ اکتبر ۲۰۲۱ | ورزشگاه محمد عبدو        | رومن رینز (c) در مقابل براک لزنر برای قهرمانی کمربند یونیورسال دبلیودبلیوئی          | [ ۴ ] [ ۵ ] |
| ۴ | کراون جول (۲۰۲۲) | ۵ نوامبر ۲۰۲۲ | ورزشگاه مرسول پارک       | رومن رینز (c) در مقابل لوگان پاول برای قهرمانی کمربند یونیورسال دبلیودبلیوئی         |             |